# Cathédrale Sainte-Sophie d'Ohrid
Cette  cathédrale n’est pas la seule cathédrale Sainte-Sophie.
La cathédrale Sainte-Sophie d'Ohrid est la cathédrale de l'archevêché d'Ohrid et le siège de l'Église orthodoxe macédonienne. Elle se trouve à Ohrid, petite ville du sud-ouest de la Macédoine du Nord.
Ce monument est une des plus grandes églises de la région ; au Moyen Âge, son archevêché s'étendait depuis les rives du Danube au nord jusqu'à la côté albanaise à l'ouest et à la baie de Thessalonique au sud. La cathédrale fut érigée au XIe siècle, sur les restes d'une église paléochrétienne. Cette première église fut probablement utilisée comme cathédrale par Samuel Ier de Bulgarie, qui avait fait d'Ohrid la capitale de son empire au Xe siècle. L'édifice fut ensuite remanié au XIVe siècle, lorsqu'on lui adjoignit un grand narthex, puis au XVIe siècle, quand les Turcs en firent une mosquée. Elle servit plus tard d'entrepôt mais fut sauvée par d'importantes rénovations menées après la Seconde Guerre mondiale.
La cathédrale Sainte-Sophie est surtout réputée pour ses fresques médiévales inestimables, protégées pendant plusieurs siècles par un enduit apposé par les Ottomans et redécouvertes presque intactes au XXe siècle. Son acoustique est elle aussi exceptionnelle et, depuis sa restauration, elle accueille régulièrement des concerts. L'église a retrouvé son archevêché en 1967, il avait été supprimé deux cents ans plus tôt.

## Histoire

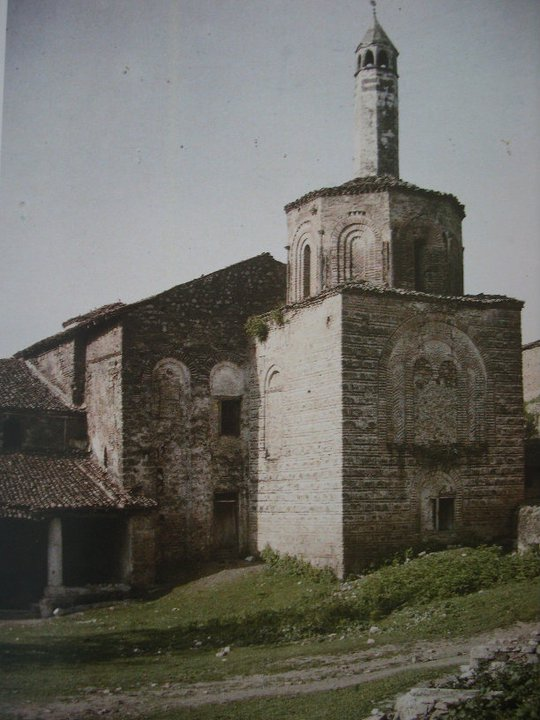
La cathédrale en 1913, alors transformée en mosquée, avec son minaret.

La cathédrale fut construite à une date inconnue, entre 1035 et 1056, sur une basilique paléochrétienne, qui fut sans doute elle aussi utilisée comme cathédrale, lorsque Samuel Ier de Bulgarie fit d'Ohrid la capitale de son empire en 969. Les dates de construction traditionnellement  avancées correspondent à celles du ministère de l'archevêque Leo, qui est à l'origine des travaux.
Au XIVe siècle, un autre archevêque, Gregorius, fait construire un narthex monumental, orné d'une galerie et de deux tours symétriques. Il fait également construire un nouveau parvis, beaucoup plus vaste que le précédent.
Les Turcs prennent le contrôle de la région à la fin du XVe siècle et transforment la cathédrale en mosquée. Ils conservent l'édifice dans son intégrité mais recouvrent les fresques d'un enduit épais.
Entre 1950 et 1957, une vaste campagne de rénovation est menée. Les restaurateurs s'intéressèrent surtout aux fresques, que l'enduit avait très bien conservées. En 1979, l'UNESCO classa le patrimoine naturel de la région d'Ohrid au patrimoine mondial de l'Humanité et le label fut étendu un an plus tard au patrimoine culturel. Depuis sa restauration, l'église accueille régulièrement des concerts, particulièrement lors du Festival d'Été d'Ohrid.

## Architecture
La cathédrale est un édifice typique de l'art byzantin. Elle possède trois nefs, un transept, une coupole centrale et des tribunes. Le narthex du XIVe siècle suit également les canons byzantins mais sa conception est plus moderne. Il est ouvert d'un portique et de galeries sur son niveau supérieur et possède des sections latérales marquées de tours identiques.

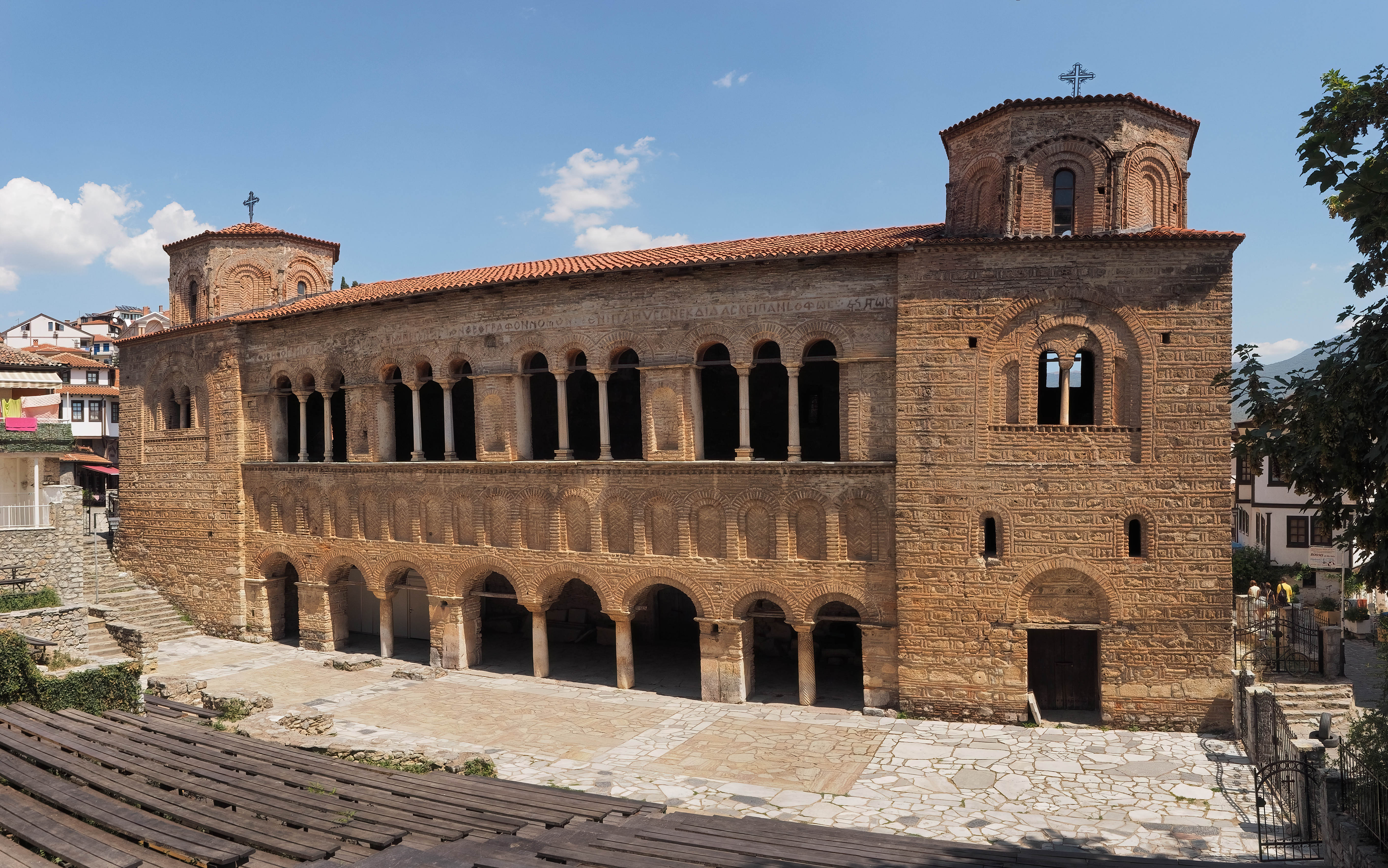
La bas-côté nord.
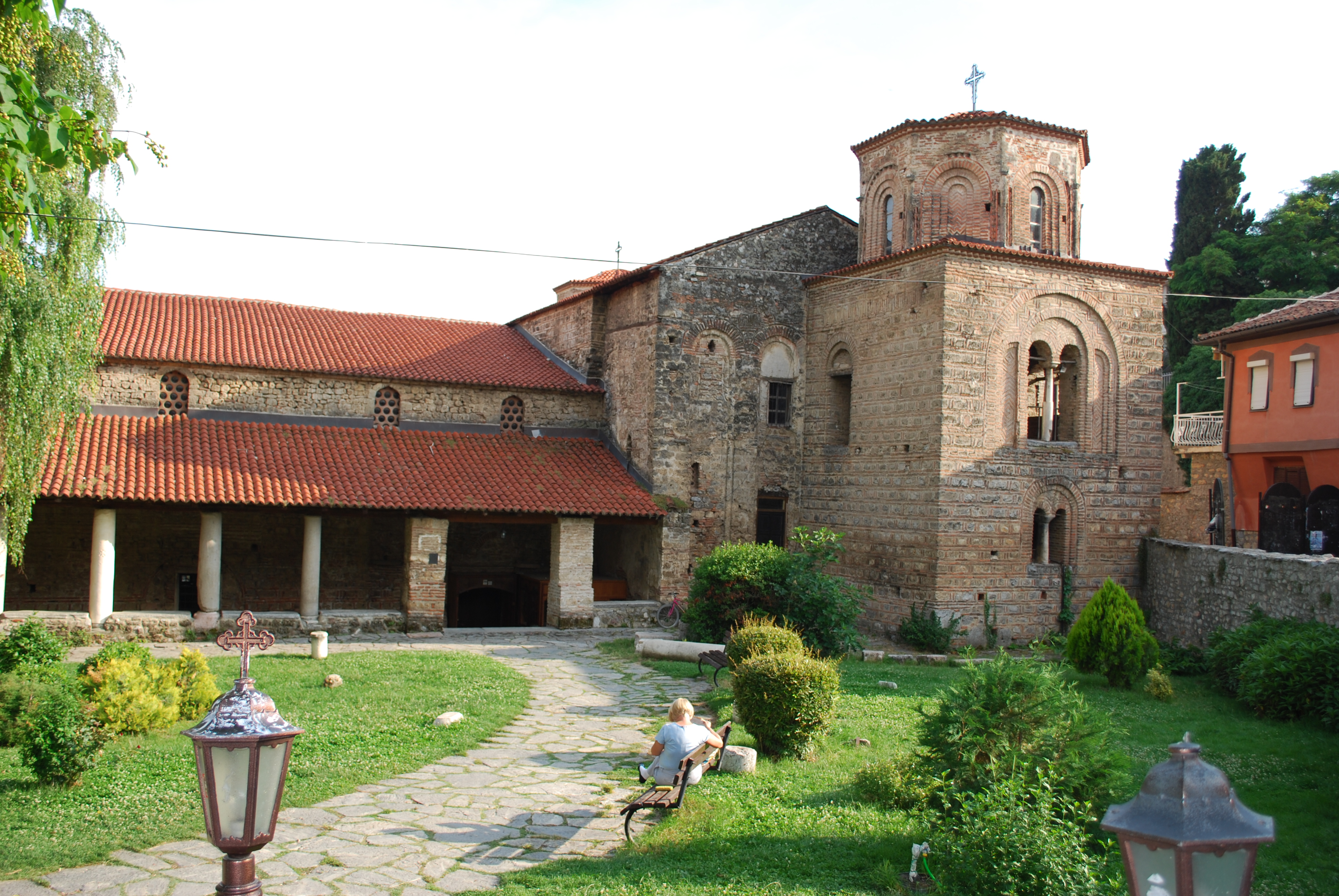
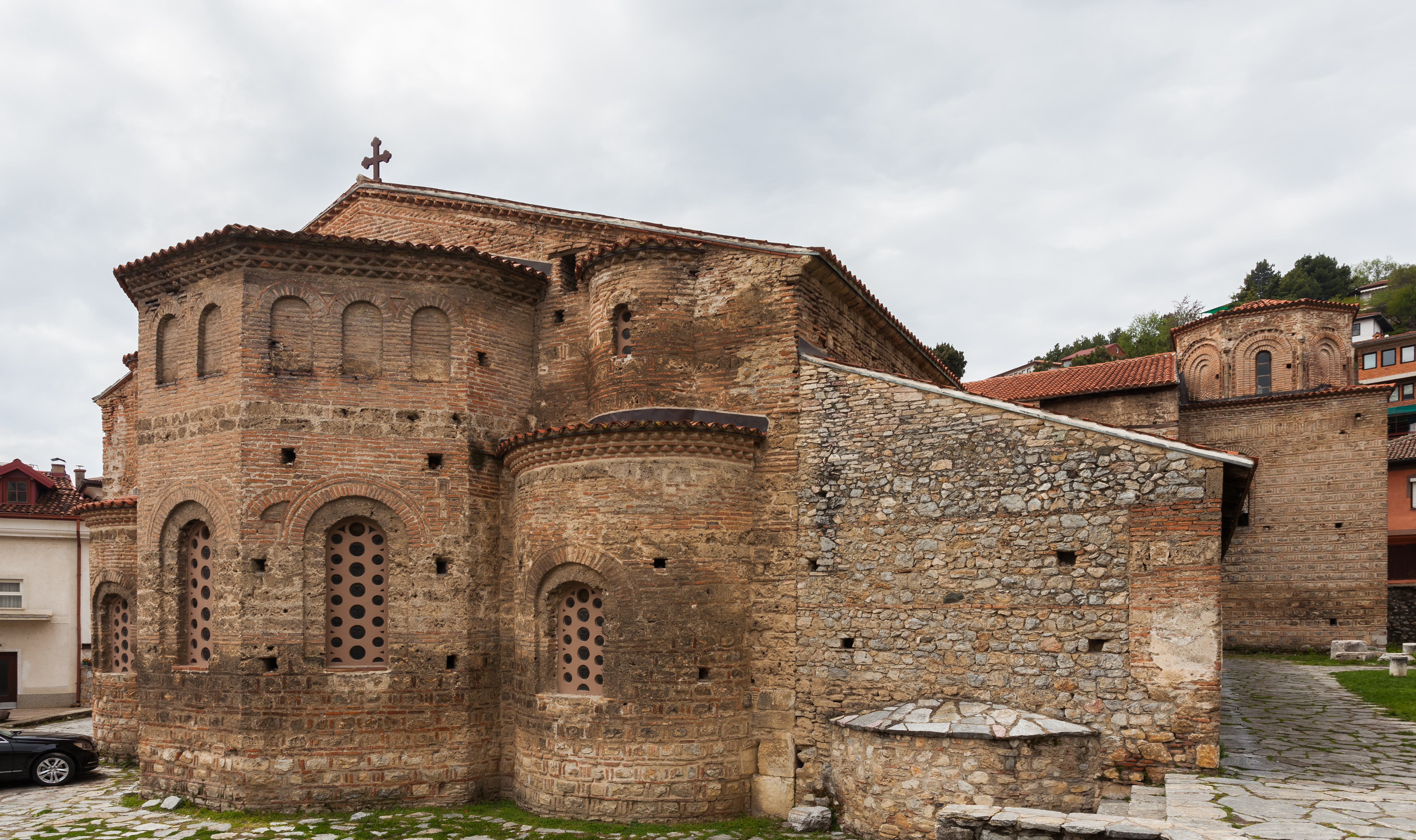
Le chevet.
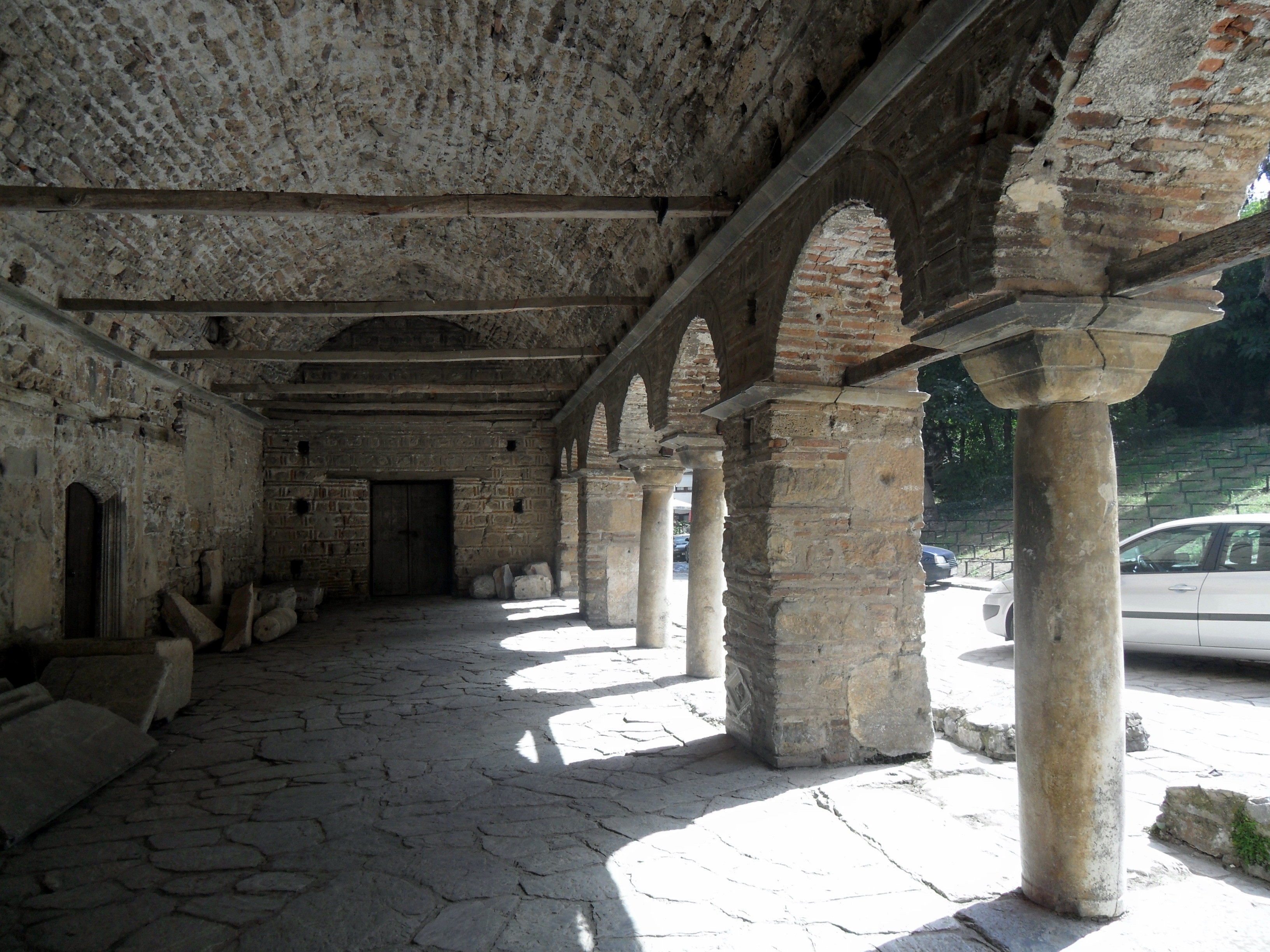
La rez-de-chaussée du portique.

## Fresques

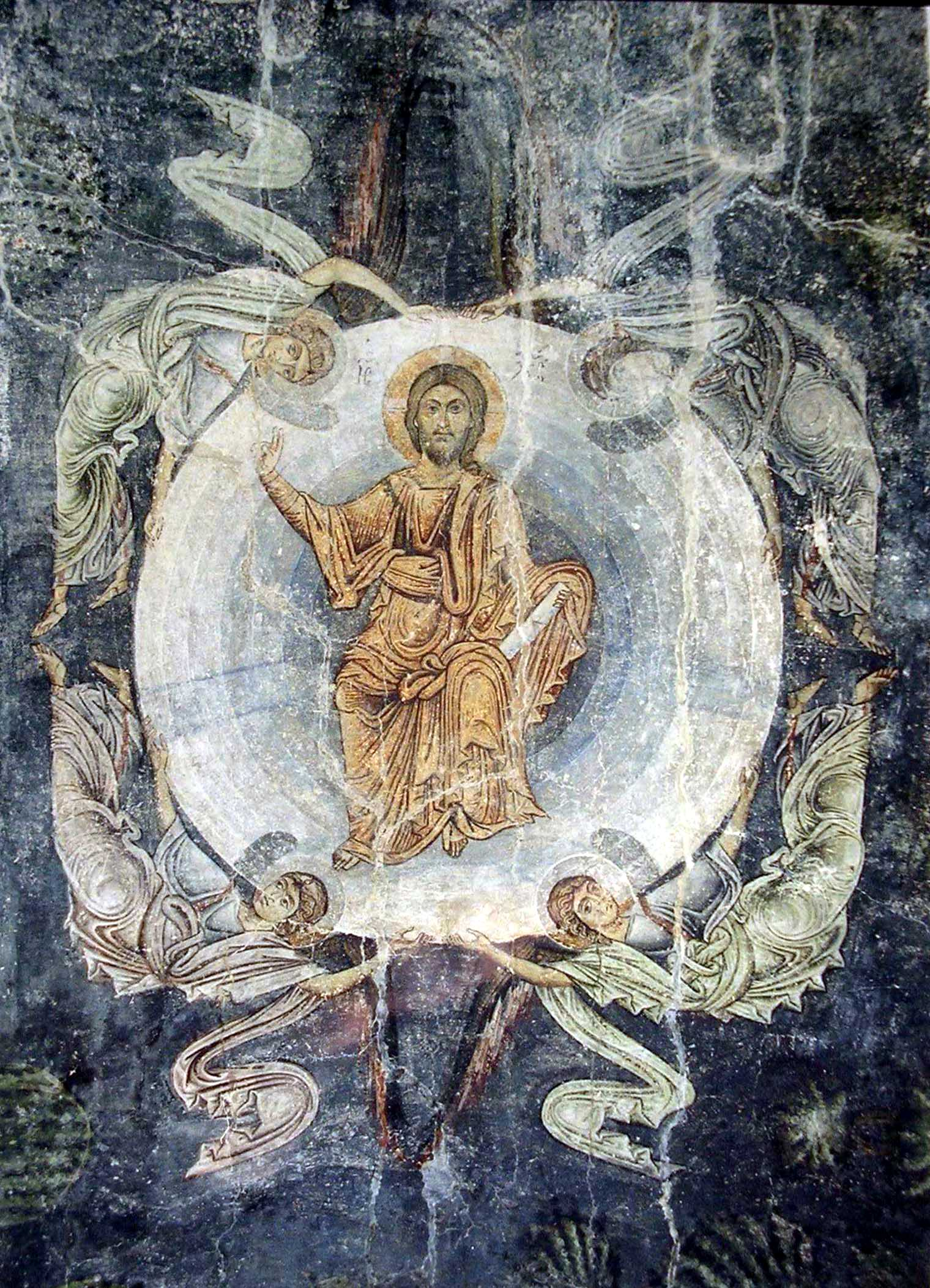
Fresque du Christ.

Les fresques furent réalisées au XIe siècle, XIIe siècle et XIVe siècle. Les plus vieilles sont celles des parties hautes, du chœur, des absides, et du sol du narthex.
Les fresques du bas des absides représentent les plus grands patriarches et archevêques et celles du centre les principaux patriarches de Constantinople. Le chœur est orné des portraits des patriarches d'Alexandrie, Jérusalem et Antioche et de six papes romains. On trouve également Saint-Cyrille et son disciple Saint-Clément d'Ohrid.
Les parties supérieures représentent des scènes de l'Ancien Testament, l'Ascension et la Communion des Apôtres et la Vierge à l'Enfant.
Les fresques du XIIe siècle sont placées dans les chapelles latérales et représentent des portraits, sûrement de saints locaux ou importants dans le culte orthodoxe, souvent en mauvais état. Un portrait de  Marie, réalisé à la même époque, surmonte la Vierge à l'Enfant du chœur. Les décors du narthex datent du XIVe siècle.